# Nienhagen (Mecklenburg-Elő-Pomeránia)
Nienhagen település Németországban, Mecklenburg-Elő-Pomeránia tartományban, az Amt Bad Doberan-Land-hoz tárózik. Lakosainak száma 2171 fő (2023. december 31.). Nienhagen Admannshagen-Bargeshagen, Börgerende-Rethwisch és Elmenhorst/Lichtenhagen községekkel határos.

## Története
Nienhagen az írott forrásokban elsőként 1264-ben tűnik fel egy dokumentumban. A 20. század elején a falu tengerparti nyaralóhely lett. 
1909 és 1917 Lovis Corinth itt nyaralót élt és alkotott.

## Galéria

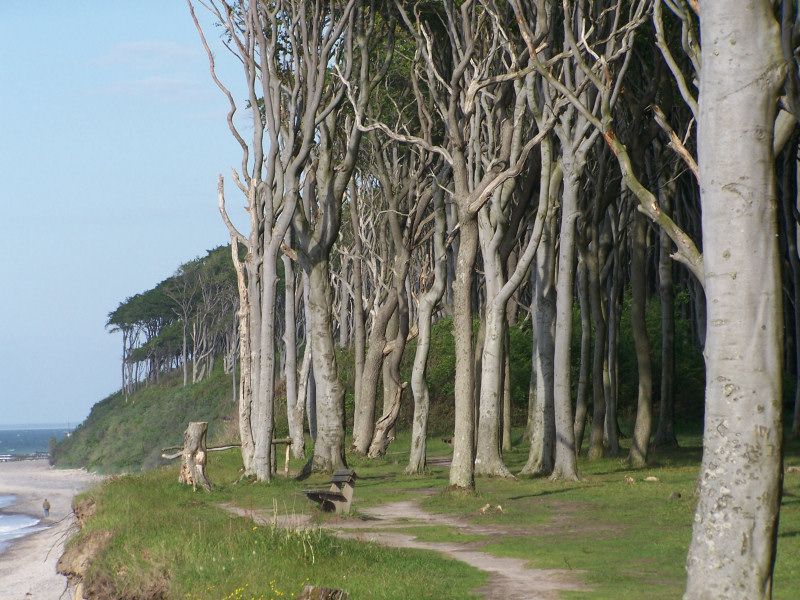
Az erdő a tengerparton
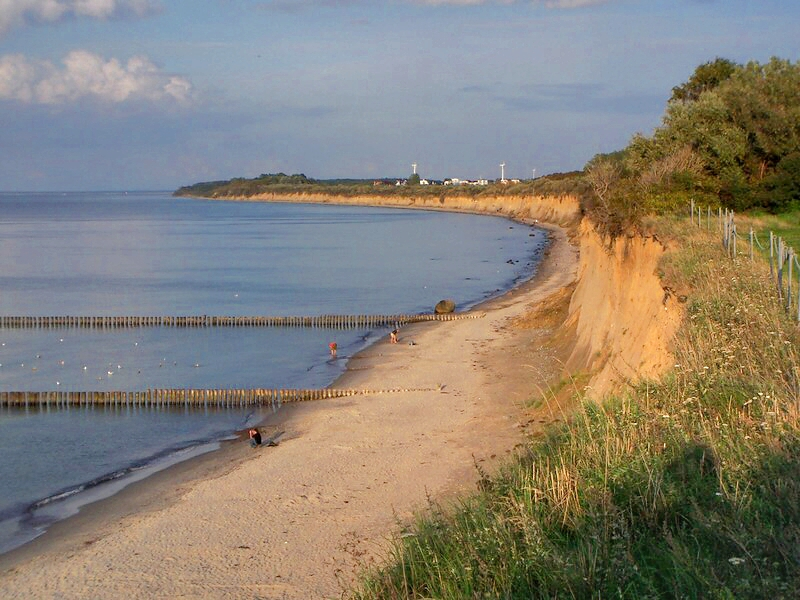
A tengerpart Nienhagen és Elmenhorst között
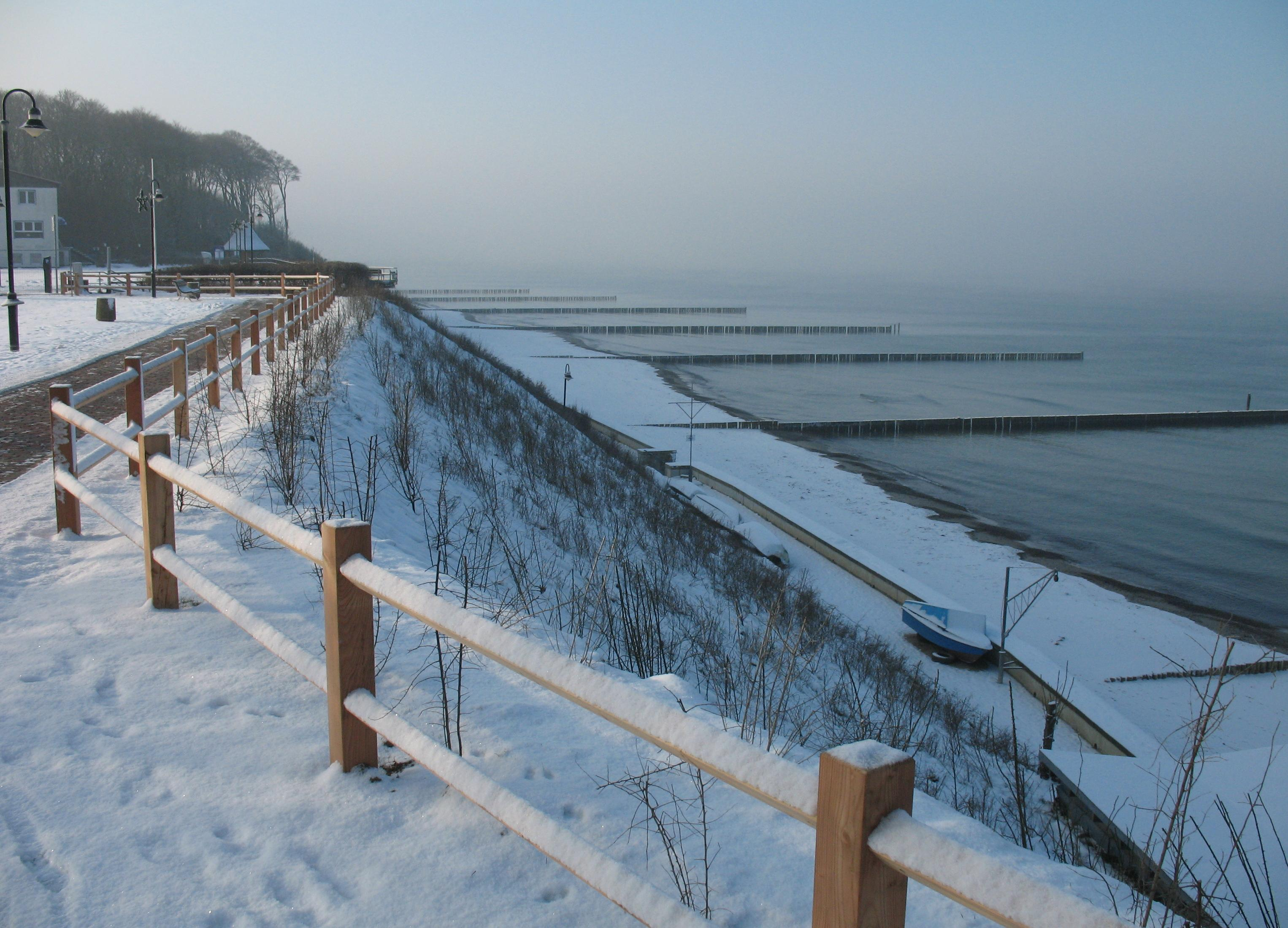
A tengerpart

## Testvértelepülések
- Grömitz
- Nienhagen (Alsó-Szászország)

## Népesség
A település népességének változása:
| Lakosok száma | 1852 | 2001 | 1972 | 2139 | 2188 | 2171 |
|               | 2014 | 2017 | 2019 | 2021 | 2022 | 2023 |